# سوق السروجية
سوق السروجية هو أحد أسواق مدينة دمشق، يقع بجوار قلعة دمشق من الناحية الغربية، ويفصل بينهما قناة العقرباني، يختص السوق بآلة الخيل وأجندة المسدسات وذخيرتها وغير ذلك من المصنوعات الجليدية وشوادر القماش، عُرف سابقاً بسوق السرايجية و سوق السروجيين.